# اسکریبد
اسکریبد (انگلیسی: Scribd) نام یک کتابخانه دیجیتال و سرویس اشتراک‌گذاری کتاب الکترونیک و کتاب گویا است که بیش از یک میلیون نسخه کتاب دارد. این پلتفرم انتشار آزاد، ۶۰ میلیون سند را میزبانی می‌کند.
این شرکت در سال ۲۰۰۷ توسط تریپ ادلر، جیرد فریدمن و تیکن برن‌استام تأسیس شد و در سانفرانسیسکو استقرار یافت. سرویس اشتراک‌گذاری کتاب اسکریبد در گوشی‌های همراه اندرویدی و آی‌اواس، تبلت‌ها، کیندل فایر، نوک (کتاب الکترونیکی) و رایانه‌های شخصی قابل دسترسی است. کاربران هر ماه می‌توانند به سه کتاب از هزار ناشر دسترسی داشته باشند این ناشران عبارتند از: بلومزبری، رنگی‌پوش، انتشارات هارپرکالینز، هاوتن مفلین هارکورت، مکمیلن، لونلی پلانت، جان وایلی و پسران، سایمون اند شوستر، الخ.
اسکریبد با داشتن ۸۰ میلیون کاربر به نت‌فلیکس کتاب‌خوانی معروف است.